# Consejería de la Presidencia de la Junta de Galicia
La Consejería de Presidencia, Justicia y Deportes es una consejería de la Junta de Galicia cuyas principales funciones son la gestión de las relaciones de la Junta con las administraciones locales y la justicia.  También se ocupó de la gestión interna y de la administración autonómica, así como de la policía autonómica de Galicia. Su consejero actual es Diego Calvo Pouso.

## Historia
La consejería de la presidencia ha tenido diferentes nombres y funciones a lo largo de la historia. Además, durante algunos períodos también ocupó el cargo de Vicepresidente del Directorio.
En 1983 (durante algunos meses) y luego de 1983 a 1990 absorbió también las competencias de Justicia e Interior. Durante la mayor parte de su existencia, excepto entre 1990 y 1993, y 2005 y 2009, el departamento también integra el área de Relaciones Institucionales.

## Estructura interna

### Secretarías y direcciones generales
Además de la necesaria Secretaría General del Ministerio, el Ministerio de la Presidencia tiene las siguientes direcciones generales:
- Dirección General de Justicia: Juan José Martín Álvarez
- Dirección General de Administración Local: Norberto Uzal
- Dirección General de Relaciones Institucionales y Parlamentarias: Roberto Castro
- Dirección General de Emergencias e Interior: Santiago Villanueva Álvarez
- Dirección General de Relaciones Exteriores y con la Unión Europea: Jesús Gamallo
- Dirección General de Evaluación y Reforma Administrativa:Jaime Bouzada

### Entidades adscritas al ministerio
- Escuela Gallega de Administración Pública (EGAP): Pablo Figueroa Dorrego, director.
- Academia Gallega de Seguridad Pública
- Agencia Gallega de Emergencias
- Policía Autónoma de Galicia
- Instituto de Medicina Legal de Galicia (IMELGA)

## Consejeros
| Inicio                                                                            | Fin                          | Consejero                      |                              | Partido                      | Partido |
| Consejería de la Presidencia                                                      | Consejería de la Presidencia | Consejería de la Presidencia   | Consejería de la Presidencia | Consejería de la Presidencia |         |
| --------------------------------------------------------------------------------- | ---------------------------- | ------------------------------ | ---------------------------- | ---------------------------- | ------- |
| 8 de mayo de 1982                                                                 | 5 de noviembre de 1986       | José Luis Barreiro Rivas       |                              | AP                           |         |
| 5 de noviembre de 1986                                                            | 30 de septiembre de 1987     | Miguel Ángel Villanueva Cendón |                              | AP                           |         |
| Consejería de la Presidencia y la Administración Pública                          |                              |                                |                              |                              |         |
| 30 de septiembre de 1987                                                          | 6 de febrero de 1990         | Pablo González Mariñas         |                              | CG                           |         |
| 6 de febrero de 1990                                                              | 20 de febrero de 1999        | Dositeo Rodríguez Rodríguez    |                              | PPdeG                        |         |
| 20 de febrero de 1999                                                             | 17 de diciembre de 2001      | Jaime Pita Varela              |                              | PPdeG                        |         |
| Consejería de la Presidencia, Relaciones Institucionales y Administración Pública |                              |                                |                              |                              |         |
| 17 de diciembre de 2001                                                           | 4 de agosto de 2005          | Jaime Pita Varela              |                              | PPdeG                        |         |
| Consejería de la Presidencia, Administraciones Públicas y Justicia                |                              |                                |                              |                              |         |
| 4 de agosto de 2005                                                               | 20 de abril de 2009          | José Luis Méndez Romeu         |                              | PSdeG                        |         |
| 20 de abril de 2009                                                               | 7 de septiembre de 2020      | Alfonso Rueda Valenzuela       |                              | PPdeG                        |         |
| Consejería de la Presidencia, Justicia y Turismo                                  |                              |                                |                              |                              |         |
| 7 de septiembre de 2020                                                           | 16 de mayo de 2022           | Alfonso Rueda Valenzuela       |                              | PPdeG                        |         |
| Consejería de la Presidencia, Justicia y Deportes                                 |                              |                                |                              |                              |         |
| 16 de mayo de 2022                                                                | En el cargo                  | Diego Calvo Pouso              |                              | PPdeG                        |         |